# هریت والتر
هریت والتر (انگلیسی: Harriet Walter؛ زادهٔ ۲۴ سپتامبر ۱۹۵۰) یک هنرپیشه اهل بریتانیا است. وی از سال ۱۹۷۴ میلادی تاکنون مشغول فعالیت بوده‌است.
او در فیلم چری، پدر خوب، خاطرات لاک‌پشت، حس یک پایان، چیزهای روشن جوان، جنگ شاد و آنگین بازی کرده است.